# Giuseppe Maria Galleppini
Giuseppe Maria Galleppini (Forlì, 1625 – Bologna, 1650) è stato un pittore italiano, appartenente alla scuola forlivese.
Se ne ha notizia dallo storico bolognese Malvasia che, nella sua Felsina pittrice (1678), lo dice allievo di Guercino, che lo portò con sé a lavorare a Modena nel 1645. Morì a Bologna, ucciso, dice il Casadei, "per invidia".

## Opere
- La Sacra Famiglia con San Giovannino